# برايان وايت
برايان وايت (بالإنجليزية: Brian White) (3 فبراير 1996 في الولايات المتحدة - ) هو لاعب كرة قدم أمريكي في مركز الهجوم. لعب مع نيويورك ريد بولز ونيو يورك ريد بولز 2.

## وصلات خارجية
- برايان وايت على موقع الدوري الأمريكي (الإنجليزية)
- برايان وايت على موقع قاعدة بيانات كرة القدم.إي يو (الإنجليزية)
- برايان وايت على موقع ناشيونال فوتبول تيمز (الإنجليزية)
- برايان وايت على موقع Soccerbase.com (لاعب) (الإنجليزية)
- برايان وايت على موقع Soccerway.com (الإنجليزية)
- برايان وايت على موقع عالم كرة القدم.نت (الإنجليزية)